# Digama disticta
Digama disticta är en fjärilsart som beskrevs av Emilio Berio 1941. Digama disticta ingår i släktet Digama och familjen björnspinnare. Inga underarter finns listade i Catalogue of Life.